# Terrified (Isaac Gracie)
Terrified is een nummer van de Britse singer-songwriter Isaac Gracie uit 2018. Het is de eerste single van zijn debuut-EP Songs from My Bedroom.
Het nummer gaat over de tijd dat Gracie zijn eerste stappen zette in de muziekindustrie. Bij Domien Verschuuren op NPO 3FM vertelde Gracie dat hij moeite had met het feit dat er opeens verwachtingen kwamen kijken bij het maken van muziek. Voorheen was het privé en alleen van hem, maar nu had opeens iedereen er een mening over. Dat verwerkte Gracie in "Terrified". "Ik schreef het nummer zo'n twee jaar geleden toen ik voor het eerst in contact kwam met de muziekindustrie. Er lag best wel veel druk op mijn schouders en daarbij was het sowieso een donkere periode in mijn leven", aldus Gracie. Het nummer kende enkel succes in Nederland, waar het een klein radiohitje werd met een 3e positie in de Tipparade.